# Göteborgspsalmboken
Göteborgspsalmboken är en svensk evangelisk-luthersk psalmbok med titeln "Een wanligh PsalmBook" tryckt av Amund Grefwe i Göteborg 1650 på uppdrag av Hennes Kongliga Majestäts wår allernådigaste Drottningz wählbetrodde Män och thenne Konungzlige Götheborg Stadz wälförordnade Förmån efter Sveriges anammande av Bohuslän som svenskt efter freden i Brömsebro 1645. Sedan ett exemplar av en tillfällighet hittades 1981 i Bodleian Library i Oxford gav Göteborgs stiftshistoriska sällskap ut en kommenterad faksimilutgåva 1984.
Psalmboken innehåller 147 psalmer översatta till eller författade på svenska, vilket ansågs nödvändigt både med tanke på reformationen och behovet av försvenskning. Flera av psalmerna fanns i den tidigare utgivna Swenske Songer eller wisor 1536, som utkommit i flera utökade upplagor. Många av psalmerna är också fortsatt använda i 1695 års psalmbok och följande officiellt antagna svenska psalmböcker.
Originalet finns bara i ett exemplar, sedan maj 1655 bevarat  på Bodleian Library i Oxford. Där hamnade den i maj 1655.

## Psalmer
I förteckningen nedan betyder (v) = antal verser.

### Om Gudz Lagh och itt Christeligit Lefwerne
- Thesse äro the tijo Budh (12v)
- Then som wil en Christen heta (5v)

### Troones Articklar
- Wij troo uppå en alsmächtigh Gudh (3v)
- Wij troo uppå en Gudh (3v)

### Om HErrans Böön
- Fader wår som i Himlom äst (9v)

### Om Döpelsen
- Wår HErre Christ kom til Jordan (7v)

### Om HErrans Nattward
- JEsus Christus är wår hälsa (12v)
- Gudh ware lofwad och högeliga prisad (6v)

### Några Andelige Loffsånger
- Kommer här och låter Psaltaren 95

#### Jungfruu Mariæ Loffsång
- Min siäl prisar storliga HErran (10v)

#### S. Simeonis Loffsång
- HErre / nu låter tu tin tienare (4v)

#### Te Deum Laudamus
- O Gudh wij lofwe tigh / O HErre (28v) D. Mart. Luth.

#### Canticum Ambrosij & Augustini
- O Gudh wij lofwe tigh / O Gudh (1v)
- Tigh ware lof och prijs O Christ (3v)

### Om Boot och Bättring
- Min hogh från Menniskior hafwer jagh wändt (12v) Psaltaren 25
- O Herre Gud, gör nåd med mig Psaltaren 51
- Av djupets nöd, o Gud, till dig Psaltaren 130
- Allena til tigh Herre Jesu Christ
- Beklaga af alt mitt sinne (6v) Psaltaren 124
- Widh the älwer i Babylon (5v) Psaltaren 137

### Om Gudz Barmhertigheet
- Min själ skall lova Herran Psaltaren 103
- Lofwa Gudh / min siäl / i alla stund (9v)
- Enom Konung täcktes thet så / Sina tienare kalla (9v, Matteusevangeliet 18)
- En riker man / wäldiger han (14v, Lukasevangeliet 14)
- Een liknelse liuflig och klar (12v, Matteusevangeliet 20)  Finns på Wikisource.
- O menniskia wil tu betänckia (7v, Matteusevangeliet 6) Finns på Wikisource.
- Gudh warder liknad widh en man (12v, Lukasevangeliet 15)
- Kommer hijt til migh säger Gudz Son (16v)
- Mitt hierta hwij grämer tu tigh (15v)
- O Fader wår högt öfwer oss (3v) Finns på Wikisource.

### Om Tröst i Bedröfwelse
- Hwad kan migh ståå til trång och nödh * Psaltaren 23 Finns på Wikisource.
- På dig jag hoppas, Herre kär Psaltaren 31 Finns på Wikisource.
- Then som under hans beskärm boor (8v) Psaltaren 91 Finns på Wikisource.
- Må jagh olyckon eij undgåå (3v)
- O Gud förlän migh tina nådh! (6v)
- Jagh ropar til tigh / O HErre Christ! (5v)
- O Gudh hwem skal jagh klaga? / Min synd är swår och stoor (5v)
- Hwad min Gudh wil altijd thet skeer (5v)
- Wälsignat ware JEsu Namn (5v) Finns på Wikisource.
- Låt icke det förtryta dig Psaltaren 37

### Om itt Christeligit Lefwerne
- Säll är den man, som icke går Psaltaren 1 Finns på Wikisource.
- HErre ho skal ewinnerlig (4v) Psaltaren 15
- Säll är den man, som fruktar Gud Psaltaren 128 Finns på Wikisource.

### Om Lögn och thes Löön
- Säll är then man som hafwer kär (7v) Psaltaren 41
- Hwij berömmer tu fast tigh (6v) Psaltaren 52
- Tå migh går sorg och nödh uppå (4v) Psaltaren 120

### Om Gudz Ord och Försambling
- O HErre Gudh af Himmelrijk/ Wij må thet alle klaga (3v)
- Vår Gud är oss en väldig borg Psaltaren 46 Finns på Wikisource.
- Gudh ware oss barmhertig och mild Psaltaren 67
- Utan Herren faller oss till Psaltaren 124
- O HErre Gudh / tin helga Ord (9v) Finns på Wikisource.
- Frögder eder i thenna tijd (14v)
- Jerusalem tu helga stadh (3v) Psaltaren 147 Finns på Wikisource.
- O HErre hwad en mächtig hoop (5v) Psaltaren 3
- Wak up / wak up i Gudz Namn (11v)
- Bewara oss Gudh i tin Ord (5v)
- Sigh frögde nu Himmel och jord (8v)
- Gudh Fader wilje wij prisa (13v) Finns på Wikisource.
- Gudh står i Gudz Församling (5v) Psaltaren 82

### Om Christi Födelse
- Werldenes Frälsare kom här (7v) Finns på Wikisource.
- Wij lofwom Christ en Konung båld (8v) Finns på Wikisource.
- War gladh tu helga Christenhet (8v) Finns på Wikisource.
- Alle Christne frögda sigh (6v samt en refräng) Finns på Wikisource.
- Frögder eder alle / I thenna Christenhet (6v)
- Alleneste Gudh i Himmelrijk (5v) Finns på Wikisource.
- Christus then rätte HErren (5v) Finns på Wikisource.
- All then ganska Christenhet (10v)
- En jungfru födde ett barn i dagh (3v) Finns på Wikisource.
- Lofwad ware tu JEsu Christ (7v)
- Ett barn är födt i Bethlehem (10v) + latin "Puer natus in Bethlehem, Bethlehem" (10v)
- Esaie Prophetenom hände thet så (1v)  Finns på Wikisource.
- O JEsu Christ som mandom tog (5v) Finns på Wikisource.
- In dulci jubilo (4v)  Finns på Wikisource.
- Så skiön lyser then Morgonstiern (10v)  Finns på Wikisource.
- Jagh weet ett blomster skiönt och fijnt (8v)
- HErre JEsu Christ / min Frälsare tu äst (8v)

### Om Christi Lijdande
- Min Gudh / min Gudh / sade Christus tå (13v) Psaltaren 22
- Hielp migh / min Gudh / min sorg migh qwäl (13v) Psaltaren 69
- Hielp Gudh / at jagh nu kunde (13v)
- JEsus uppå korset stod (12v)
- O Gudh wår Fader i ewighet (29 verser)
- O rene Gudz Lamb / oskyldig (1v) Finns på Wikisource.

### Om Christi Upståndelse
- Nu är kommen wår Påska-frögd (7v)  Finns på Wikisource.
- Christ låg i dödsens bandom (7v)  Finns på Wikisource.
- JEsus Christus han är worden (6v och en Verus intercal)  Finns på Wikisource.
- Gladeligh wele wij Haleluia siunga (4v)
- Upstånden är wår HErre Christ / Halle:Halleluja! / Alles wår Frälserman förwist / Halle: Halleluja (19v)
- HErren uthi sin högsta thron (8v) Psaltaren 110
- JEsus Christus wår Frälserman (3v)

### Om Christi Himmelsfärd
- JEsu! tu äst wår salighet (5v)  Finns på Wikisource.
- Upfaren är wår HErre Christ (9v)  Finns på Wikisource.
- Hwar man må nu wäl glädia sigh (8v) Finns på Wikisource.
- O Högste HErre JEsu Christ (5v)

### Om then helge Anda
- Kom Helge Ande HErre godh (7v) Finns på Wikisource.
- Nu bedie wij then Helga And (4v)
- O tu Helge Ande kom! (1v)
- Kom Helge Ande HErre Gudh (3v) Finns på Wikisource.
- När JEsus Christus Gudz högsta Son (13v)

### Om then H. Trefaldigheet
- HErre Gudh Fader stat oss bij (1v) Finns på Wikisource.
- O HErre Gudh af Himmelrijk/ Giff oss Nådh til at prijsa tigh (3v)
- O Fader wår barmhertigh och godh (4v) Finns på Wikisource.

### Om Fridh och Roligheet
- Förläna oss Gudh så nådelig (6v) Finns på Wikisource.
- Gudh gifwe wårom Konung och all Öfwerhet (1v)
- HErren wår Gudh ware tigh blijd (10v) Psaltaren 20
- O HErre Gudh betee tin macht (12v) Psaltaren 79
- HErre som offta nådelig (6v) Psaltaren 85

### Tacksäijelse och Böön Morgon och Affton
- Tigh HErre mill jagh tacka wil (3v)
- Jagh wil af hiertans grunde (6v)
- Lustig af hiertans grunde  (8v)
- Tig, HErre, wil jag prisa (6v) Finns på Wikisource.
- Jagh tackar tigh genom tin Son (8v)

### Affton Loffsånger
- Christe som lius och dagen är (7v) Finns på Wikisource.
- Efter Gudz skick går thet så til  (5v) Finns på Wikisource.
- Dagen ifrån oss skrider  (6v) Finns på Wikisource.
- Gudh Fader wil jag prijsa (10v)
- Christe sann dagsens ljus och skeen  (7v) Finns på Wikisource.
- Solen hafwer sigh från oss wändt (8v) Finns på Wikisource.

### Om Echtenskap
- Gudh som all ting skapade (4v) Finns på Wikisource.

### Loffsånger effter Måltijdh
- Tacker HErranom som är ganska blider (7v)
- Lofsiunger Herran/ Lofsiunger Herran (7v)
- Siungom nu af hiertans grund * (6v) Finns på Wikisource.
- O Gudh! tin godhet tacke wij (4v)
- Nu låt oss Gudh wår HErra / Tacka (8v)

### Om Menniskionnes Fall och Rättfärdigheet
- Af Adams fall är platt förderft (9v)
- Ach wij syndare arme! (6v)
- Högfärd är en odygd så stoor (11v, Lukasevangeliet 10)
- Gudh af sine barmhertighet (10v)  Finns på Wikisource.

### Om Menniskiones Elendigheet
- O Herre Gudh af Himmelrijk / Hwad tu äst mild och miskundelig (26v)
- O Herre Gudh af Himmelrijk / Wår tilflyckt ästu ewinnerlig (9v)
- En syndig man som låg i syndsens dwala (9v) Finns på Wikisource.
- HErre tu uthrannsakar migh

### Om Himmlerijket och Helwetit
- Om en rijk man här siungom wij (11v, Lukasevangeliet 16)
- Waker up i Christne alle (9v, Matteusevangeliet 25)

### Om Döden och Domen
- Medan man lefwer i werlden säll (7v)
- Medh glädie och frijd faar jagh nu hän (4 verser, Simeonis Lofsång) Finns på Wikisource.
- När min tijd och stund kommen är (12v)
- Ewinnerlig är mitt hopp til Gudh (6v)
- Wij som lefwe i werlden här (3v) Finns på Wikisource.
- Låt oss thenna kropp begrafwa (8v) Finns på Wikisource.
- Hörer til i Christtrogne alle (14v) Finns på Wikisource.
- Hemlig stod jagh en morgon (12v) Finns på Wikisource.
- Wänd af tin wrede HErre Gudh medh nåde (8v) Finns på Wikisource.
- Althenstund så wijdt kommit är/ at jagh skal hädan fara (4v)
- Tu ting / o Gudh! bedz jagh af tigh (8v)
- Min högsta skatt o JEsu kär! (8v)

- Litania

## Utgåva
- Een wanligh psalmbook: Göteborgspsalmboken 1650 : faksimilutgåva av exemplaret i Bodleian Library, Oxford. Göteborg: Göteborgs stiftshistoriska sällskap. 2002 [1650]. Libris 8420225. ISBN 9170294771

### Fotnoter
1. ↑  Margareta Artsman (25 mars 2002). ”Unik psalmbok från 1650 i faksimilutgåva” (på svenska). Svenska dagbladet. https://www.svd.se/unik-psalmbok-fran-1650-i-faksimilutgava. Läst 17 oktober 2017.